# Головин, Игорь Николаевич
И́горь Никола́евич Голови́н (12 марта 1913, Москва — 15 апреля 1997, там же) — советский и российский физик, лауреат Ленинской (1958) и Сталинской (1953) премий. Доктор физико-математических наук, профессор. Заслуженный деятель науки РСФСР (1966).

## Биография
Родился 12 марта 1913 года в Москве в семье профессора геодезии. В 1936 году окончил физический факультет МГУ. Его дипломной работой было исследование теории ядерных сил, которое было опубликовано отдельной статьёй «Ядерные силы и энергии связи 3Н и 3НЕ» в 1936 году в ЖЭТФ.
В 1939 году окончил аспирантуру Московского государственного университета под руководством Игоря Евгеньевича Тамма. Защитил диссертацию на степень кандидата наук на тему «Поляризация вакуума в теории Дирака».
С 1939 по 1943 год преподавал физику в Московском авиационном институте, где организовал лабораторию по исследованию физики деления тяжёлых ядер. В июле 1941 года после начала Великой Отечественной войны вступил в отряд народного ополчения в составе 18-й дивизии Ленинградского района. Участвовал в сражении под Гжатском. В июне 1942 года перебрался в Алма-Ату вместе с эвакуированным Московским авиационным институтом. Будучи преподавателем в МАИ, занимался также акустической локацией в группе А. К. Вальтера. В Алма-Ате перешёл на работу в Украинский физико-технический институт Академии наук Украинской ССР в лабораторию К. Д. Синельникова, где занимался разработкой СВЧ-техники для радиолокации. Осенью 1943 года вместе с лабораторией К. Д. Синельникова возвратился в Москву.
В 1944 году стал сотрудником Лаборатории № 2 АН СССР (позже — Лаборатория измерительных приборов АН СССР, сегодня — «Курчатовский институт»). В 1945 году был в командировке в Германии и Австрии. В 1950 году назначен первым заместителем И. В. Курчатова. На этой должности находился до 1958 года, когда его направили в должности начальника на объект «Огра», где он проработал до 1974 года.
В 1944—1950 годах участвовал в разработке электромагнитного метода разделения изотопов урана и лития. Первым в СССР вынес на обсуждение вопрос о необходимости исследований в области инженерных решений при разработке ядерного реактора. С 1950 года занимался исследованиями в области управляемого термоядерного синтеза (УТС). Под его руководством выполнены исследования стабилизации пинчей продольным магнитным полем, создан первый Токамак ТМП (построен в 1955). Автор термина «Токамак» (ТОроидальная КАмера с МАгнитными Катушками).
В 1958—1962 годах под его руководством была сооружена серия экспериментальных установок ОГРА-1 — ОГРА-4. В 1962 году И. Н. Головин и его сотрудники на установке ОГРА-1 экспериментально обнаружили стабилизирующий эффект дифференциального вращения плазмы. В 1971 году в экспериментах на «Огре-III» была продемонстрирована первая в мире термоядерная ловушка со сверхпроводящими катушками.
Написал биографическую книгу «И. В. Курчатов», которая вышла в 1967 году в издательстве «Атомиздат». В конце своей научной деятельности занимался идей малонейтронного синтеза и использованием гелия-3.
Умер в 1997 году. Похоронен на Введенском кладбище (23 уч.).

## Награды
- Сталинская премия 1953 года за разработку и внедрение в промышленность электромагнитного метода разделения изотопов и получение этим методом лития-6.
- Ленинская премия 1958 года за исследования мощных импульсных разрядов в газе для получения высокотемпературной плазмы.
- Награждён двумя орденами Ленина (1951, 1954), орденами Октябрьской Революции (1983), «Знак Почёта» (1954), медалью «За трудовую доблесть» (1953) и другими медалями.
- Заслуженный деятель науки РСФСР (1966).

## Основные труды
- Реакторы ядерного синтеза. — М.: Атомиздат, 1973.
- И. В. Курчатов. — 3-е изд., перераб. и доп. — М.: Атомиздат, 1978. — 134 с.
- Кульминация: [Об И. В. Курчатове]. — М.: ИАЭ, 1989.
- Малорадиоактивный управляемый термоядерный синтез (реакторы с D&3He). — М.: ЦНИИ информ. и техн.-экон. исслед. по атом. науке и технике, 1989.

## Адреса в Москве
- ул. Пехотная, д. 28[источник не указан 371 день]